# 二酸化炭素測定器
二酸化炭素測定器（にさんかたんそそくていき)とは、LTEや各種サービスを標準搭載したCO2濃度、湿温度が測定できるデバイス。

## 概要
換気不足や低湿度状態は細菌に感染しやすい、細菌の生存率が高まるなどの悪影響がある。そのためCO2濃度、湿度、温度などの状態が可視化できるデバイスがある事により、十分な換気などの対策が可能になる。